# Justyna Możdżonek
Justyna Możdżonek (ur. 9 listopada 1997 w Sosnowcu) – polska tancerka, choreografka. Wielokrotna Mistrzyni Polski w tańcach latynoamerykańskich, tańcach standardowych oraz 10 tańcach (latynoamerykańskich i standardowych). Mistrzyni Świata w 10 tańcach, kilkukrotna wicemistrzyni Świata w tańcach standardowych oraz 10 tańcach, finalistka Igrzysk Sportów Nieolimpijskich -The World Games.
Reprezentantka spraw tancerzy poniżej 21 roku życia w międzynarodowej komisji WDSF Athletes' Commission.

## Kariera taneczna
Treningi sportowe tańca towarzyskiego, pływania oraz gimnastyki artystycznej rozpoczęła w wieku 7 lat. W związku ze wzrostem ilości zajęć każdej dyscypliny, musiała stopniowo zrezygnować z pływania i gimnastyki na rzecz treningów z tańca towarzyskiego.  Od 6 maja 2007 tańczy z Mateuszem Brzozowskim z którym swoje pierwsze Mistrzostwo Polski zdobyła mając 11 lat.
Do tej pory wraz ze swoim partnerem tanecznym zdobyła 29 razy tytuł Mistrza Polski, Mistrzostwo Świata w 10 tańcach, Wicemistrzostwo Świata w tańcach standardowych. 
Została złotą medalistką najbardziej prestiżowych turniejów na całym świecie m.in. 3-krotnie German Open Championships oraz finalistką Igrzysk Sportów Nieolimpijskich – The World Games, gdzie uplasowała się na 5 pozycji. 
Reprezentuje najwyższą, międzynarodową klasę taneczną „S” w tańcach latynoamerykańskich i tańcach standardowych.